# Hussitas
O termo hussita ou Igreja hussita (ou talvez ussiti) define um movimento reformador e revolucionário que surgiu na Boêmia, no século XV. O nome vem do teólogo boêmio Jan Hus (1372–1415). O movimento mais tarde se juntou à Reforma Protestante. 
No Concílio de Constança, em 1415, as ideias de Jan Hus foram condenadas, e em 6 de Julho de 1415, Hus foi queimado vivo por heresia contra as doutrinas da Igreja Católica. Hus manteve uma posição muito crítica perante o poder eclesiástico, posições muito próximas às de John Wyclif e os valdenses, opiniões que influenciaram Martinho Lutero. 
Os hussitas foram divididos em dois grupos: os moderados utraquistas e os radicais taboritas (da cidade de Tábor no sul da Boêmia). Em 1420, após a morte do rei Venceslau, chegou-se ao acordo sobre um programa comum: os Artigos de Praga, que exigiam ao poder real o reconhecimento da: 
- Comunhão sob as duas espécies (os comungantes deveriam comer a hóstia e beber vinho);
- liberdade de pregação;
- pobreza da Igreja;
- punição dos pecados mortais sem distinção da posição de nascimento do pecador.

O rei Sigismundo da Hungria, irmão de Venceslau, se recusou a aceitar suas exigências, de modo que os taboritas se revoltaram causando as Guerras Hussitas (1419–1436). Conduzidas pelo seu líder Jan Žižka e Procópio, o Grande, lutaram e conseguiram as vitórias de Zizkov (1420), Pankrac (1420), Kutna Hora (1422), Usti (1426) e Tachov (1427). O taboritas foram derrotados em Lipany em 1434 pelos moderados, que se aliaram com os católicos. Após o Concílio de Basileia-Ferrara-Florença e as conversações de Praga foram aceitas as Compactata (30 de novembro de 1436). 
Em meados do século XV, após a morte do jovem rei Ladislau, o Póstumo da Hungria e Boêmia, em 1457, o regente Jorge de Poděbrady de inclinações hussitas se coroou como o rei dos tchecos e enganou os bispos da Hungria, a quem havia prometido converter-se para o catolicismo. Após isso, o Papa Paulo II apelou a uma cruzada contra os hereges hussitas e o rei Matias Corvino da Hungria respondeu enviando seus exércitos contra Podiebrad. Assim, em 1468 os exércitos húngaros, liderados por Blas Magyar e sob o comando de guerreiros como Paulo Kinizsi atacaram a Boêmia, mas finalmente só conseguiram conquistar os territórios da Morávia e Silésia para o rei Matias. Em 1469, as forças do rei húngaro forçaram o rei checo a renunciar seu trono, após o qual, imediatamente Matthias fez-se coroar como rei da Boêmia em 3 de maio daquele ano. Podiebrad sugeriu aos nobres checos que escolhessem Vladislav Jagiello, o filho do rei da Polônia como seu sucessor, em vez do húngaro, mas isso não aconteceu. Com a morte do único rei hussita, Podiebrad em 1471, finalmente acabou a "ameaça" para a Boêmia e seus sucessores serão todos católicos. 
A maioria dos hussitas da Boêmia foram influenciados, no século XVI, por Lutero. Os taboritas mais ardentes entraram na Igreja dos Irmãos Morávios.